# Bonnevaux (Alta Savoia)
Bonnevaux è un comune francese di 273 abitanti situato nel dipartimento dell'Alta Savoia della regione dell'Alvernia-Rodano-Alpi.

## Società

### Evoluzione demografica
Abitanti censiti